# Johann Bayer (tanár)
Johann Bayer magyaros névalakban Bayer János (Brassó, ? – 1686. március 26.) evangélikus erdélyi szász teológiatanár.

## Élete
Brassói származású volt. Négy másik egyetem látogatását követően 1675-ben Lübeckben járt, ahol feltűnést keltett prófétai hangú röpirataival. 1676-ben szülővárosában lett lelkész és akadémiai teológus, ahol Valentin Weigel misztikus és spiritualista szellemében tanított. Ez olyan mértékben felkeltette Petrus Mederus városi lelkész figyelmét, hogy 1677. októberben a káptalan elé idéztette. Itt Martin Albrich evangélikus lelkész vitában legyőzte, és el is mozdították volna a hivatalából, ha előbb a templomban nyilvánosan, 1677. december 23-án pedig írásban is vissza nem vonja tanítását. Ennek ellenére az 1684-ban megtartott zsinat jegyzőkönyve ismét „Bayer fanaticus”-ként utal rá, aki a rózsakeresztes Henricus Conradus (Khunrath) téveszméit vette át.

## Munkái
Az Albrich-féle Recensio erratorum, quae Joh. Bayerus Coron. prodidit in intempestua sua cognitionis clave, additis Refutationibus… és Revocatio Bayeri d. 23. Decemb. 1677. a Tartler Tamás Collectaniáiban föltalálható. Ennek másolata lehet az a kézirat, melyet az Index bibliothecae Martini Schmeitzel (Halae, 1751. 16. lapon) az 1677. évnél ezen cim alatt említ: Joh. Bayeri errores crassiores, quos intempestive Coronae sparsit, sed et revocavit.